# Осбург
Осбург (нім. Osburg) — громада в Німеччині, розташована в землі Рейнланд-Пфальц. Входить до складу району Трір-Саарбург. Складова частина об'єднання громад Рувер.
Площа — 33,92 км2. Населення становить 2363 ос. (станом на 31 грудня 2020).